# Surrey County Intermediate League (Western)
De Surrey County Intermediate League (Western) is een Engelse regionale voetbalcompetitie uit het westen van Surrey en aan de grens met Hampshire. Er zijn 2 divisies en de Premier divisie bevindt zich op het 11de niveau in de Engelse voetbalpiramide. De league is leverancier voor de Combined Counties League.